# Município de Sugar Creek (condado de Wayne, Ohio)
O município de Sugar Creek (em inglês: Sugar Creek Township) é um município localizado no condado de Wayne no estado estadounidense de Ohio. No ano de 2010 tinha uma população de 6.651 habitantes e uma densidade populacional de 68,82 pessoas por km².

## Geografia
O município de Sugar Creek encontra-se localizado nas coordenadas 40° 46′ 15″ N, 81° 42′ 42″ O. Segundo a Departamento do Censo dos Estados Unidos, o município tem uma superfície total de 96.64 km², da qual 96.43 km² correspondem a terra firme e (0.22%) 0.21 km² é água.

## Demografia
Segundo o censo de 2010, tinha 6.651 habitantes residindo no município de Sugar Creek. A densidade populacional era de 68,82 hab./km². Dos 6.651 habitantes, o município de Sugar Creek estava composto pelo 97.37% brancos, o 0.53% eram afroamericanos, o 0.08% eram amerindios, o 0.57% eram asiáticos, o 0.03% eram insulares do Pacífico, o 0.27% eram de outras raças e o 1.16% pertenciam a duas ou mais raças. Do total da população o 1.37% eram hispanos ou latinos de qualquer raça.